# Couvent de Santos-o-Novo
Le couvent de Santos-o-Novo est un bâtiment historique situé à Lisbonne.

## Histoire
Il a été construit au début du XVIIe siècle, sous le règne du roi Philippe II du Portugal, pour les Commandeurs de l'Ordre de Santiago. Partiellement détruit par le tremblement de terre de 1755, il a ensuite été restauré.
Après l'extinction des ordres religieux en 1834, les Commandeurs honoraires de l'Ordre militaire de Sant'Iago de l'Epée sont restés sur place jusqu'à l'établissement de la République le 5 octobre 1910, lorsque le 2e étage a été occupé par l'École supérieure primaire António da Costa, plus tard occupé par l'Institut Sidónio Pais. Il appartient actuellement aux Collections.

## Description
C'est un édifice d'une grande ampleur, qui n'a jamais été achevé. Le grand cloître de forme carrée se développe en galeries à arcs en plein cintre, abritant les chapelles de Senhor dos Passos et Encarnação, couvertes de sculptures, de statues et d'azulejos. L'église, à nef unique, avec cinq chapelles latérales, comprend des sculptures dorées, des panneaux de marbre polychrome et d'azulejos, mettant en valeur ceux qui tapissent les murs et racontant les étapes de la vie des Saints Martyrs.
Son classement en Immeuble d'Intérêt Public couvre l'église, le cloître et autres dépendances, ainsi que les jardins extérieurs, formant l'ensemble du couvent.